# Oficerska Szkoła Wojsk Pancernych i Zmechanizowanych
Oficerska Szkoła Wojsk Pancernych i Zmechanizowanych im. Stefana Czarnieckiego (OSWPiZ) – szkoła wojskowa Sił Zbrojnych PRL.

## Historia szkoły
Szkoła została utworzona w 1951 na bazie Oficerskiej Szkoły Broni Pancernej w Poznaniu. Oprócz kształcenia oficerów dla wojsk pancernych przygotowywano tam oficerów dowódców wojsk zmechanizowanych. W 1954, w dziesiątą rocznicę powstania, szkoła otrzymała imię hetmana Stefana Czarnieckiego.
W czerwcu 1956 podchorążowie wzięli czynny udział w stłumieniu zamieszek społecznych w Poznaniu. Utworzone grupy interwencyjne z czołgami i transporterami opancerzonymi odblokowały m.in. oblegany przez demonstrantów budynek Wojewódzkiego Urzędu Bezpieczeństwa Publicznego.
W 1957 kształcenie oficerów wojsk zmechanizowanych przejęła Oficerska Szkoła Piechoty nr 1 we Wrocławiu. Spowodowało to zmianę nazwy szkoły w Poznaniu na Oficerską Szkołę Wojsk Pancernych (OSWPanc). W tym samym czasie zlikwidowano Techniczną Oficerską Szkołę Wojsk Pancernych w Giżycku przekazując przygotowywanie kadr technicznych wojsk pancernych OSWPanc.
W 1967 szkołę przekształcono w Wyższą Szkołę Oficerską Wojsk Pancernych im. Stefana Czarnieckiego.

## Kadra szkoły
Komendanci OSWPiZ
- płk Wasyl Aleksandrow (1951)
- płk Dymitr Korol (1951-1954)
- płk Antoni Filipowicz (1954-1957)
- płk Mikołaj Charłamow (1957)

Komendanci OSWP
- płk Henryk Kudła (1957-1960)
- płk Andrzej Porajski (1960-1962)
- płk Henryk Kudła (1962-1967)

Absolwenci OSWP

## Rodowód uczelni
- Oficerska Szkoła Czołgów (1944-1945)
- Oficerska Szkoła Broni Pancernej (1945-1947)
- Oficerska Szkoła Broni Pancernej i Wojsk Samochodowych (1947-1948)
- Oficerska Szkoła Broni Pancernej (1948-1951)